# 索氏中喙鯨
索氏中喙鯨或梭氏中喙鯨（學名Mesoplodon bidens）僅在北大西洋發現，旧称索氏喙鲸，又被稱為北海喙鲸，北大西洋中喙鯨或北海中喙鯨。牠們是最早為人類所知的喙鯨，其種名源自拉丁文的「bi-」，意指「二個的」，與「dens」，意為「牙齒」，反映牠們口中只有二顆牙齒，當時以為這是牠們獨特的特徵，今日已知所有的中喙鯨和其他大多數喙鯨皆為如此。

## 基本資料
其他俗名：
- 俄：Atlanticheski remzub、remzub Sowerbi
- 法：dauphin de Dale、dauphin de Havre
- 德：Sowerby-Zweizahnwal
- 挪：spidshvalen
- 荷：Gewone spitssnuitdolfijn
- 丹：Næbhval

出生時身長體重：2.4m、約170kg
最大身長體重紀錄：雄-5.5m、雌-5m；體重1,000~1,300 kg
壽命：未知

## 外型特徵
梭氏中喙鯨與其他中喙鯨體型相近，嘴喙長度中等，背鰭小而呈鐮刀狀，位於背部中央後方，額隆凸出但不呈球狀。成年雄鯨下顎有兩顆突出的牙齒，約在尖端後方30公分處。灰色的長嘴喙在浮出海面時經常先露出水面，此時成年雄鯨的牙齒明顯可見。
背部呈藍灰至暗灰色，體側較淺，腹部為淺灰至白色。體表散佈許多白或灰色的長條傷痕與斑點（有時背部也有），在成年雄鯨身上尤其明顯。

## 分布
梭氏中喙鯨主要分布於北大西洋的冷溫帶海域，可說是喙鯨中分佈最偏北的一種，在東岸較常出現擱淺記錄，特別是英國、愛爾蘭、瑞典、丹麥等地。已知的分布北限大致位於加拿大的拉布拉多與挪威的法羅群島之間，即挪威海（Norwegion Sea）北緯71度30分左右的海域；南限則可能在北緯33至41度之間，接近美國的捕鯨重鎮楠塔基特（Nantucket）。在墨西哥灣曾有一次擱淺記錄，但一般認為這已超過其正常分布範圍。目擊海域的深度自200至1,500公尺不等。

## 習性、生殖、食性
梭氏中喙鯨會由8至10頭親緣關係相近的個體組成小群體，其中包括成年雄鯨、雌鯨與幼鯨。海面目擊記錄很少，噴氣高度低矮且多分枝，曾有目擊者指出牠們在海面停留的短短1分鐘裡快速地換氣4-6次，然後下潛持續10-15分鐘。已知可潛水至少28分鐘以上，最深記錄約為800公尺深。有時會集體擱淺，最高紀錄為6頭。一般推測梭氏中喙鯨以魷魚為主要食物，不過在擱淺個體的胃內容物中曾發現可能是大西洋鱈魚（Atlantic Cod）的殘骸。其生殖情況不明。

## 現狀
梭氏中喙鯨的實際數量不明。雖然過去挪威捕鯨者在冰島外海與波羅的海作業時，有時會捕殺牠們，今日在全世界各地皆無捕獵。部分死亡原因為漁網纏繞致死，但如此造成的死亡率尚末構成主要威脅。